# Спас Зафиров
Спас (Сотир) Зафиров е възрожденски учител, роден и израсъл в град Пещера. Известен педагог, преводач и автор на педагогически ръководства и читанки за преподаване на български и френски език в училище, както и на художествени произведения, сред които особено се откроява първата любовна стихосбирка от Възраждането в българската литература „Блъгарска гъсла“ („Българска гусла“), в съавторство с Цветан (Цани) Желев. Спас Зафиров е сред спомоществователите за издаването на книгата на Юрий Венелин „Критични издирвания върху българската история“ през 1853 г. в Земун. Инициатор на първото честване на празника на Светите братя Кирил и Методий на 11 май 1856 г. като Ден на българската писменост и просвета.
Според повечето източници Спас Зафиров е роден през 1816 година, а според сведенията на Иван Попов, представляващи първата част на книгата „Страници из миналото на град Пещера“ (с.223), Спас Зафиров е роден през 1817 година. След дълга учителска и просветна дейност, Спас Зафиров умира на 30 април 1885 г. в Пловдив.

## Образование, просветителска и творческа дейност
Отначало Спас Зафиров е учил в гръцките училища в Пловдив, а после в Атина, където овладява до съвършенство гръцки език и френски език.
След завръщането си Зафиров е учителствал две години в гръцкото училище в Татарпазарджик, където през 1851 г. се е записал като спомоществовател за издаването на книгата „Критични издирвания върху българската история“ на Юрий Венелин в Земун през 1853 г. После станал учител в пловдивското гръцко училище при църквата „Св. Петка“, където преподавал гръцки и френски език. Понеже преподавал тайно български език на по-възрастните ученици, бил е уловен и наклеветен през 1854 г. и от гръцката патриаршия го изгонили. Тогава Спас Зафиров започнал да преподава френски и гръцки в Калофер, срещу заплата от 6000 гроша в училището на даскал Ботьо Петков. В Калофер е известен и с гръцката форма на името си Сотираки Зафириади. Там през 1857 година пише „Катехизис за малки деца“. Спас Зафиров е инициатор на първото честване на празника на Светите братя Кирил и Методий на 11 май, като Ден на българската просвета и писменост – събитие, отбелязано от известния тогава „Цариградски вестник“.
На стр. 224 в бележките към статията за рода на Спас Зафиров в „Страници из миналото на град Пещера“, Иван Попов цитира пасаж (от стр. 139) от книгата „Калофер в миналото“ на Н. Начов:
„Калоферецът дядо Паничков разправял на Н. Начева следното за С. Зафиров:
“Бях клисар в църквата „Св. Атанас“. Посещаваха ме даскали. Дохождаше и Сотираки, особено вечер да лафуваме. Понякога играехме на карти – кончина. Една вечер по Великден, като разглеждаше какви книги имам, Зафиров видя един дебел славяноелински лексикон – Цветник, напечатан в патриаршеската печатница в Цариград. В края му имаше прибавено житието на „Св. Кирил и Методий“. (Това била славянската христоматия на Неофит Рилски, печатана през 1852 г.)На стр. 269 – 299 се намирало „Житие и труди преподобних отец наших Методия и Константина, нареченого Кирила, епископов моравских, учителей славянских. Празник 11 день май“. Сотираки взе книгата и я прочете. На другия ден пак дойде, разправи ми за житието на светите братя и ми рече: „Тая книга е много добра. Виж, освен Св. Иван Рилски и Св. Парашкева Търновска, български светци са и тия двамата братя. Те са направили голямо добро на славяните изобщо и на българите частно – изнамерили са славянска азбука и са превели на старобългарски език свещените ни книги. Трябва да им устроим празник. За сега поне да го празнуват учителите и учениците в училищата.“
Решихме да направим това. Определихме да празнуваме на 11 май, защото в една ръкописна книга намерихме литургията на месец май, 11 ден. Дойде 11 май. Събрахме помежду си десетина гроша за разноски. Варихме коливо, купихме ракия и свещи за черкова и на поповете дадохме пет гроша. На другия ден в църквата Христо Петков (Синът на даскал Ботьо) каза слово за живота на Кирил и Методий, за стореното нам добро и за ползата от учението. Това слово съчини Сотираки. В накиченото с цветя училище има само водосвет. Ала народът си работеше – чарковете за гайтан вървяха. Някои старци казваха: „Не може тъй лесно да стане праздник.“ Това беше около 1854.(Изглежда обаче, че то ще да е станало по-късно, към 1856 – 1858 г., когато за пръв път бил празнуван в Калофер празникът „Св. Кирил и Методий“. Б. М. Ив. П.). Сотираки бе писал на даскалите в съседните градове и паланки. В Пловдив даскал Сливади, ако и да се гърчееше донякъде (той бил българин от с. Каратопрак – б.м. Ив. П.) прие известието с радост. Също и Ст. Захариев от Пазарджик и Георги Икономов от Сопот. Отначало карловци не искаха да празнуват тоя народен празник, но после кандисаха. По-после празнуваха същия празник Захари Княжески в Ст. Загора и Стамо Нешов в гр. Чирпан."
На стр. 224, Ив. Попов споделя, че е твърде вероятно Спас Зафиров да е писал и на пещерския учител даскал Михаил Петков Куманов и на видни граждани на Пещера, защото първото отбелязване на 11 май като Ден на българската писменост и просвета в родния град на Зафиров е датирано между 1856 и 1857 г.
Филолозите, историците и краеведите в Пещера определят Спас Зафиров като първия пещерски поет и стихотворец. Повод за това е „Българска гъсла“ („Българска гусла“) – стихосбирка с лирични, копнежни, любовни стихотворения, която Зафиров издава в съавторство с Цветан Желев в книгопечатницата на „Цариградски вестник“ в Цариград през 1857 година. Творбите на Спас Зафиров са повлияни от гръцкия поет Христополус (стихосбирката „Лирика“) и италианската поезия. На свой ред Петко Рачев Славейков бил повлиян от стихосбирката на Спас Зафиров, както и други тогавашни български поети.
Когато българите успели да утвърдят своите позиции по черковния въпрос пред гърците в Пловдив, Спас Зафиров се завърнал там и през 1860 г. започнал да преподава в пловдивското главно училище, известно по-късно като епархиална семиннария „Св. св. Кирил и Методий“. В Пловдив Зафиров превел Олендорфовата метода за изучаване на френски език („Ключ на Олендорфовата метода“), написал „Практическо изучаване на французки език по Олендорфовата метода“; „Книжка за благонравие“ и сътрудничел на Д. В. Манчов при съставянето на читанките за отделенията „Бащин език“.
В Пловдив Спас Зафиров преподавал и на Иван Вазов, който в „Чуто и видено“ (стр. 78;79) пише следното за своя учител:
"Той беше вече на години човек, със сухо, набръчкано лице, добросъвестен учител, но лишен от дарба на слово. Говореше бързо, неясно и спънато. Този сериозен, почти мрачен човек, беше автор – кой би повярвал? – на една еротическа песнопойка. Тия любовни песни, подражание на гръцки, аз учех наизуст като юноша. Чудно е, как в онова време на робство любовната и анакреонтичната поезия цъфтеше; тя се гълташе от стари и млади, от моми и деца. Бунтовнишките песни още не бяха изместили тая блудкава и сантиментална поезия. Тия песни именно ми се въртяха винаги в ума, когато гледах Зафирова да преподава. Френски език преподаваше сухо, но гръцки преподаваше с усърдие и с явна любов. Той с наслада се впущаше в неизбродния лабиринт на елинските глаголи и разкриваше тайните на елинското красноречие, обладавайки до съвършенство гръцкия изговор на буквите „тита“ и „делта“.

## Родословие и семейна среда
Зафиров е от виден възрожденски род. Дядо му Атанас, чичовците му и баща му, тежки чорбаджии, са се занимавали с производство на желязо, с бегликчълък, с търговия на суров памук и др. Баща му Зафир търгувал с Букурещ и бил близък приятел с букурещкия владика (вероятно български). Зафир бил женен за пловдивчанка, от която имал трима синове: Анастас, Сотир (Спас), Димитър и четири дъщери: Мариола, Касандра, Теопи и още една, омъжена в Пловдив.
Чорбаджи Зафир и съпругата му се поминали един след друг за една седмица. Зафировият брат Георги ликвидирал търговските предприятия и самокова и останал в града да гледа братовите си деца, като се занимавал и с „хекимлък“ (т.е. с лекуване на хора).
Братът на Спас Зафиров – Анастас Зафиров е роден към 1815 г. Бил е изпратен на 16-годишна възраст в Букурещ, за да продължи образованието си. Там той живеел при букурещкия владика – приятел на баща му. В Букурещ избухнал кървав бунт около 1830 – 31 г., с много жертви по улиците. Затова Зафир Чорбаджи повикал синът си да му помага в работата. В Серес, където бил изпратен да търгува, Анастас се оженил за овдовялата дъщеря на богат серски търговец на памук – Василянга. Но овдовял скоро, взел трите си деца и се преместил в Татарпазарджик, където бил назначен като чиновник (сандъкярин) в турска финансова служба. В Татарпазаржик се оженва повторно за пещерката Кираца, която е арумънка. Раждат им се още две деца и семейството им се премества в Пещера, където Анастас Зафиров се занимавал с „хекимлък“ („Анастас хекиминът“), подобно на чичо си Георги.
Другият брат на Спас Зафиров – чорбаджи Димитър Зафиров останал в Пещера. Бил е финансов чиновник на турска служба преди Освобождението. Съпругата му е потомка на пещерския чорбаджийски армънски род – Торбови. Имат двама синове – Зафир и Михаил.
Няма данни как са се проявили старите чорбаджии Анастас и Зафир като българи и общественици. Но за Анастас и Спас Зафирови се знае, че са особено активни като общественици в църковно-училищните работи и в борбите за църковна независимост. Силно впечатление в хората от града оставил фактът, че при едно посещение на гръцкия владика в Пещера двамата братя не станали на крака за да го поздравят. Те са сред първите, които заговорили в Пещера за политическа независимост.

## Семейство
В Калофер Зафиров се оженил за сестрата на съпругата на Тодор Бурмов. От този брак семейство Зафирови имат трима сина: Атила (Атила Зафиров), Любомир, Светослав и две дъщери.
Най-възрастният син на Спас Зафиров – Атила Спасов Зафиров е военен, отличен в няколко войни. Съпруга му е Екатерина Зафирова, с която имат две деца – дъщеря и син. Впоследствие се преместват от Пловдив в София.
Светослав Спасов Зафиров – вторият син на Спас Зафиров е военен, увлечен е по толстоизъм и мистицизъм.
Любомир Спасов Зафиров – третият син на Спас Зафиров се установил в София.

## Книги от Спас Зафиров
- Катихизис за малки деца, издава книжарницата на Д. В. Манчев, 1857.
- Книжка за благонъравие, IV издание, Браила, 1864. Издава книжарницата на Д. В. Манчев, 1867 г.
- Практическо изучение на французский язик по Олендорфовата метода. Виена, 1862 г. Издава книжарницата на Хр. Данов;
- Практическо изучение на французский язик по Олендорфовата метода, ч. I. Издава Хр. Г. Данов, Пловдив, 1876 г. (Второ издание).
- Читанка „Бащин език“ – като съавтор на Д. В. Манчев.

## Поезия от Спас Зафиров
„Българска гусла“, в съавторство с Цв. Желев. Издава книгопечатницата на „Цариграски вестник“, Цариград, 1857 г.

## Преводи от Спас Зафиров
"Ключът на Олендорфовата метода за изучавание французкий язик", автор Гандс. П., Пловдив, 1880 г.

## Памет за Спас Зафиров в Пещера днес
В читалище „Развитие“ в гр. Пещера се организира национален конкурс „Спас Зафиров“ за есе от ученици между седми и дванадесети клас.
Една от големите улици в град Пещера носи името на възрожденския учител.